# Estação Tulpar
Tulpar (em cazaque:  Мұхтар Әуезов атындағы театры, em russo:  Театр имени Мухтара Ауэзова) é uma das estações terminais da linha Primeira do metropolitano de Almati, no Cazaquistão.